# Wembley Stadium (stacja kolejowa)
Wembley Stadium (kod stacji: WCX) - stacja kolejowa w Londynie, na terenie London Borough of Brent, zarządzana i obsługiwana przez Chiltern Railways. W roku statystycznym 2008-09 skorzystało z niej ok. 376 tysięcy pasażerów..

## Galeria

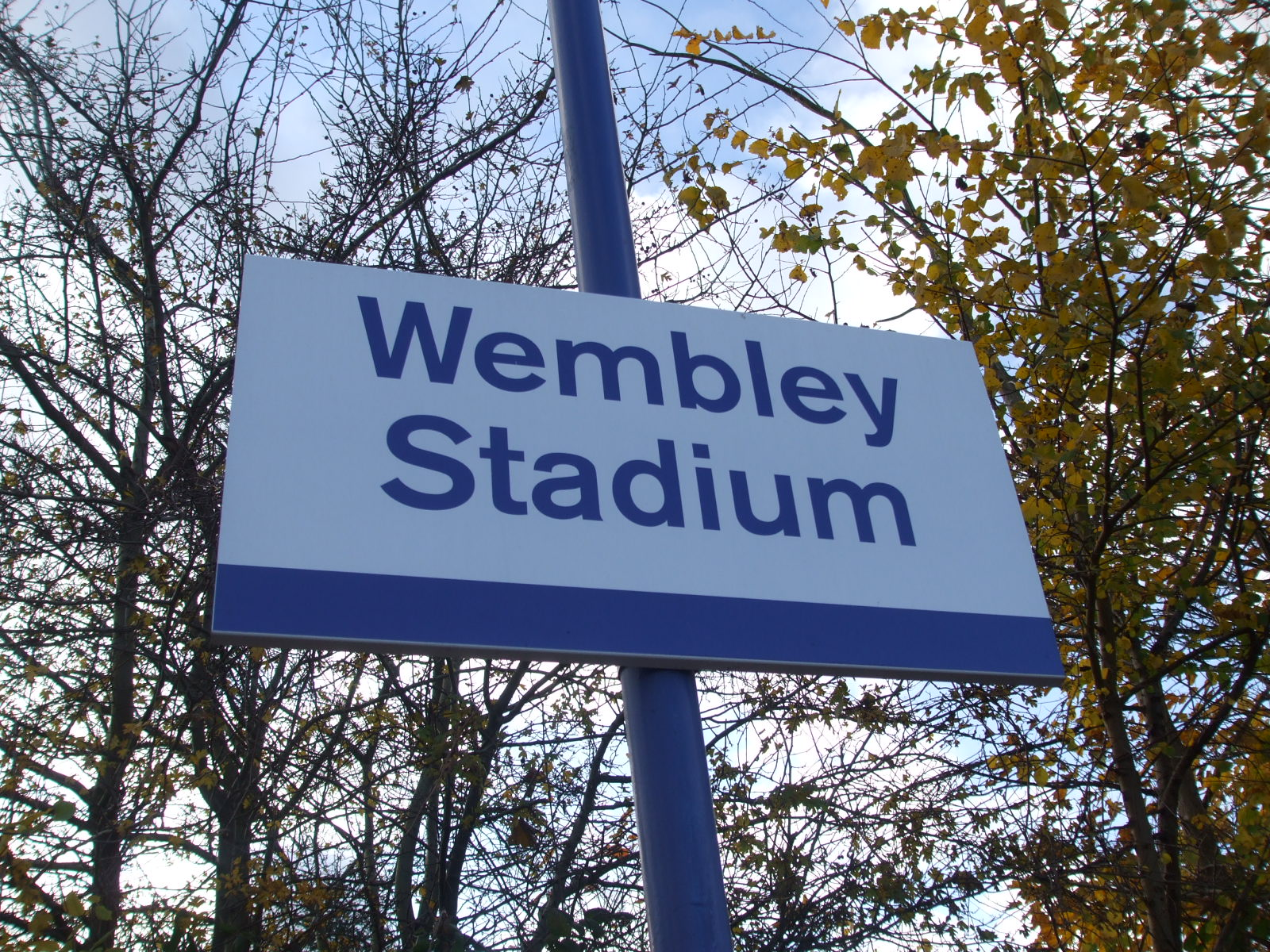
Tablica z nazwą stacji
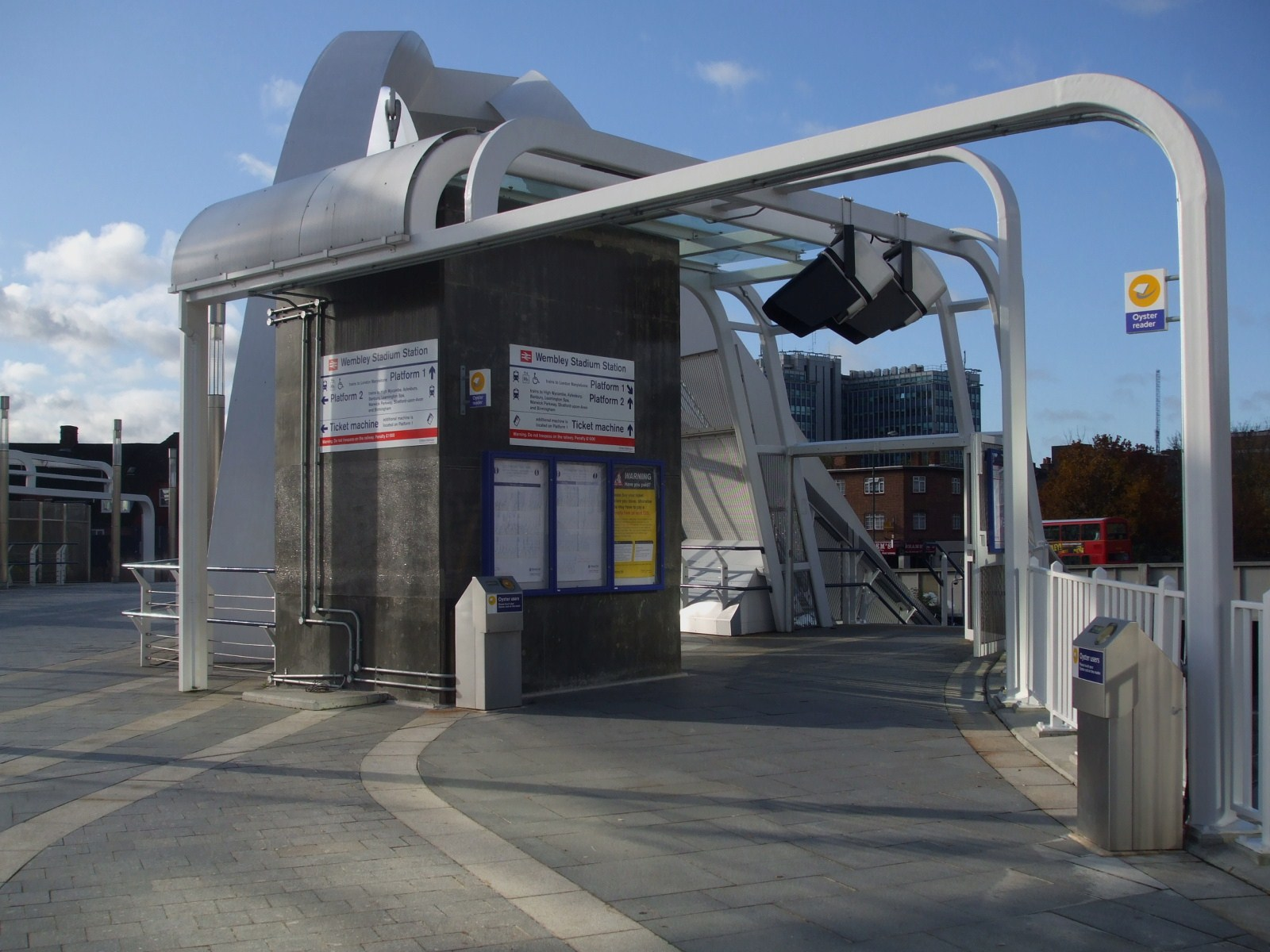
Wejście na stację